# Leonora Dori

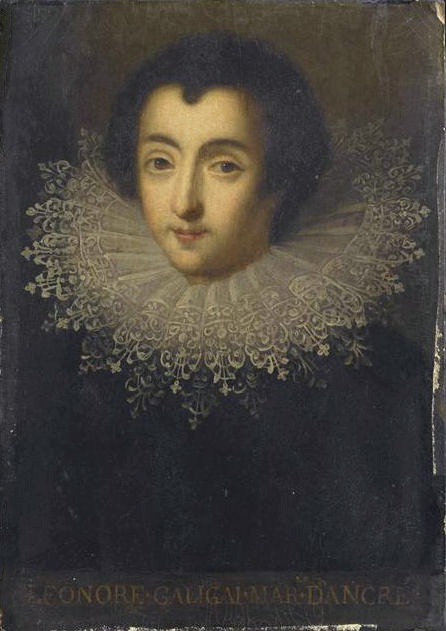
Leonora Dori

Leonora Dori eller Dosi, senare Galigaï d'Ancre, född 19 maj 1568, död 8 juli 1617, gunstling till Frankrikes regent Maria av Medici. Gift med Concino Concini, marskalk d'Ancre. 
Leonora Dori var dotter till Jacobo di Sebastiano Dori och tillhörde en lokal adelsfamilj i storhertigdömet Toscana: hennes mor tillhörde familjen Galigai. Hon blev 1588 hovfröken hos Maria av Medici, och följde med till Paris när denna gifte sig med Henrik IV av Frankrike år 1600. Hon lyckades där få anställning som drottningens dame d'atours med hjälp av Henriette d'Entragues.
Året därpå, 1601, gifte hon sig med den italienska adelsmannen Concino Concini.  
År 1610 blev Maria av Medici Frankrikes regent som förmyndare för sin son Ludvig XIII. Genom henne fick hennes mä kontroll över Maria och regeringen. Dori utförde Exorcism, förbannelser och magi på uppdrag av regenten. Regenten spenderade tre fjärdedelar av den franska nationalbudgeten på hennes tjänster. Hon tjänstgjorde enligt uppgift som agent åt påven Paul V.   
24 april 1617 mördades maken i en kupp stödd av Ludvig XIII, vilket ledde till att Marias av Medicis förmyndarregering föll. Kardinal Richelieu fick därefter i uppdrag att ta itu med Dori. Han lät sina agenter sprida ut att Dori hade förtrollat Maria. Leonora Dori arresterades medan hon skrev ett brev till påvens nuntie Bentevoglio. Vid arresteringen återfanns tre böcker med magiska symboler, fem rullar röd sammet och flera talismaner i hennes hem. Hon fördes först till Louvren, där hon hölls i husarrest ett par dagar innan hon fördes till Bastiljen. Hon åtalades för majestätsbrott genom häxeri. 
Leonora Dori dömdes skyldig till att ha förtrollat regenten, vilket också innebar ett majestätsbrott. Hon halshöggs och brändes på Place de Greve i Paris.